# APICS
APICS is een Amerikaanse vereniging voor logistiek. De American Production and Inventory Control Society heeft afdelingen over de hele wereld met meer dan 45.000 leden. Zij is vooral bekend door de logistieke certificaten die zij toekent: CPIM (Certified in Production and Inventory Management). Sinds 2005 kenmerkt APICS zich als The Association for Operations Management.

## Opleidingen
APICS is aanbieder van een drietal opleidingen op het gebied van supply chain management namelijk:
- APICS CPIM (Certified in Production and Inventory Management)
- APICS CSCP (Certified Supply Chain Professional)
- APICS CLTD (Certified in Logistics Transportation and Distribution)

In het verleden heeft APICS de volgende opleidingen aangeboden:
- CIRM (Certified in Integrated Resource Management)

Alle cursussen van APICS worden afgerond met een computer based exam. Wanneer dit examen wordt gehaald mag de geslaagde zoals gebruikelijk met buitenlandse titulatuur de naam van zijn opleiding als titel voeren achter zijn naam: "Jan Jansen, CPIM".
Degenen die uitzonderlijke resultaten behalen bij het examen en voldoen aan extra eisen kunnen Fellow worden. Dit is te zien aan de letter F die toegevoegd wordt in de titel: CFPIM. Dit betekent: Certified Fellow In Production an Inventory Management.